# مورغان إيفانز (مغن مؤلف)
مورغان إيفانز (بالإنجليزية: Morgan Evans)‏ هو مغن مؤلف أسترالي، ولد في 24 أبريل 1985 في نيوكاسل في أستراليا.

## وصلات خارجية
- مورغان إيفانز على موقع IMDb (الإنجليزية)
- مورغان إيفانز على موقع ميوزك برينز (الإنجليزية)
- مورغان إيفانز على موقع أول ميوزيك (الإنجليزية)
- مورغان إيفانز على موقع ديسكوغز (الإنجليزية)